# Fojia bumui
Genre
Espèce
Fojia bumui, unique représentant du genre Fojia, est une espèce de sauriens de la famille des Scincidae.

## Répartition
Cette espèce est endémique de Papouasie-Nouvelle-Guinée. Elle se rencontre dans la province de Morobe.

## Publication originale
- Greer & Simon, 1982 : Fojia bumui, an unusual new genus and species of scincid lizard from New Guinea. Journal of Herpetology, vol. 16, no 2, p. 131-139.